# 岸本淳希
岸本淳希（日语：／ Kishimoto Junki，1996年2月19日—），是日本的棒球選手之一，曾效力於日本職棒中日龍隊，守備位置為投手。
在中日龍隊時期並無一軍出賽紀錄，2016年時曾被球團以育成選手的身分派到四國島聯盟的香川橄欖強者隊出賽，並在同年年底參加U-23世界盃棒球賽，也是該屆唯一一位育成選手。

## 經歷
- 敦賀氣比高等學校
- 日本職棒中日龍隊（2014年－2017年）
- 四國島聯盟香川橄欖強者隊（2016年）
- 日立製作所
- 熊本金松

## 職棒生涯成績

### 四國島聯盟
| 年度   | 球隊         | 出賽 | 勝投 | 敗投 | 中繼 | 救援 | 完投 | 完封 | 三振 | 四死 | 責失 | 投球局數 | 防禦率 |
| ------ | ------------ | ---- | ---- | ---- | ---- | ---- | ---- | ---- | ---- | ---- | ---- | -------- | ------ |
| 2016年 | 香川橄欖強者 | 50   | 3    | 4    | 0    | 11   | 0    | 0    | 59   | 20   | 21   | 59.2     | 3.17   |
| 合計   | 1年          | 50   | 3    | 4    | 0    | 11   | 0    | 0    | 59   | 20   | 21   | 59.2     | 3.17   |

## 外部連結
- 個人年度別成績 岸本淳希 （日語）
- 岸本淳希的X（前Twitter）